# در ایتالیای کوچک
در ایتالیای کوچک (انگلیسی: In Little Italy) یک فیلم کوتاه و صامت آمریکایی به کارگردانی دی. دبلیو. گریفیث است که در سال ۱۹۰۹ منتشر شد.

## بازیگران
- ماریون لئونارد
- جرج نیکولز
- هنری بی. والتهال
- کیت بروس
- گلادیس اگان
- هنری لرمن
- جینی مک‌فرسون
- اوون مور
- مک سنت
- بلانش سوئیت
- چارلز آرلینگ
- آدل دی‌گارد
- ویلیام جی. باتلر
- فرانک اوانس